# Мирзоян, Манук-бей
Манук-бей Мирзоян (арм. Մանուկ-բեկ Միրզոյան; 1769, Рущук, Болгария — 20 июня (2 июля) 1817, Хынчешты, Бессарабская область) — государственный деятель Османской империи и Российской Империи армянского происхождения.

## Биография
Манук Мирзоян был сыном торговца зерном Мартироса Мирзаяна, уроженца села Карпи в Араратской области Армении. Манук рос в родительском доме до 12 лет, обучаясь в школе в родном Рущуке. Затем его отправили в Яссы в Молдавии, чтобы он научился коммерции у армянского купца. В 1795 году Манук был отозван в Рущук, где женился на Мариам, дочери армянина Авета. Вскоре осиротев, он взял на себя управление делами семьи. Он совершил много поездок в Константинополь, сумев накопить значительное состояние. Тем временем, губернатором Рущука стал бывший разбойник Исмаил Терсиникли-оглу. Манук представился губернатору и предложил ему крупную сумму денег, пообещав быть казначеем Терсеничли-оглу, если ему будет гарантирована свобода торговли.
В дальнейшем Манук служил при дворе турецкого султана в должности драгомана (дипломатического переводчика), а потом столь успешно возглавлял финансовое ведомство Османской империи, что получил приставку «бей» к имени Манук. В 1804—1808 гг. построил дворец в Бухаресте, до сих пор остающийся значительной архитектурной достопримечательностью города. 
В 1806 году, после начала Русско-турецкой войны 1806—1812 г.г., достигнув Бухареста, Манук-бей поселился в своём дворце. Во второй половине того же года он начал строительство гостиницы, которое было завершено в 1808 году. В то время архитектура была довольно инновационной, так как Манук-бей хотел, чтобы его гостиница не выглядела, как крепость восемнадцатого века. К концу восемнадцатого века эта земля принадлежала господарскому суду. Манук-бей (один из богатейших людей того времени) приобрёл и другие имения в Валахии.
Предоставление Манук-бею молдавского княжеского титула не состоялось из-за того, что господарь Молдавии Скарлат Каллимаки 23 апреля 1807 г. не смог взойти на трон, так как в стране находились русские войска. В то же время Великий визирь Мустафа-паша вызвал Манук-бея в Константинополь. Манук-бей принимал активное участие в подготовке Бухарестского мирного договора 1812 года, подписанного в его дворце. После этого был обвинён турецкой стороной в государственной измене и остался жить в той части Бессарабии, которая отошла к Российской империи.
В 1815 году на короткое время Манук-бей переехал в Сибиу, а позже вместе с семьей в Кишинёв (Бессарабия), где за 300000 «золотых леев» в области Ганчешт он купил недвижимость. Позже его сын выстроил там роскошный дворец с зимним садом.
Умер Манук-бей 20 июня 1817 года в возрасте 48 лет при невыясненных обстоятельствах после прогулки на лошади. Манук-бей был похоронен во дворе Армянской церкви в Кишинёве. 

## Семья
После смерти Манук-бея остались молодая вдова Мария и шестеро детей, в том числе:
- Екатерина Эммануиловна Манук-Бей (1806—1880) — с 1819 года была замужем за камергером Х. Е. Лазаревым.
- Иван Эммануилович Манук-Бей (?—?) — женился на племяннице Х. Е. Лазарева, Елене Давидовне Деляновой (1821—1870), дочери генерала Давида Делянова и  Марии Екимовны Деляновой, урождённой Лазаревой.

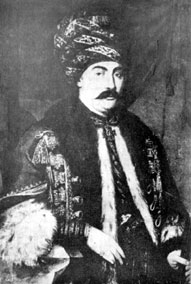
Портрет Манук-бея работы неизвестного художника, начало 19 в.
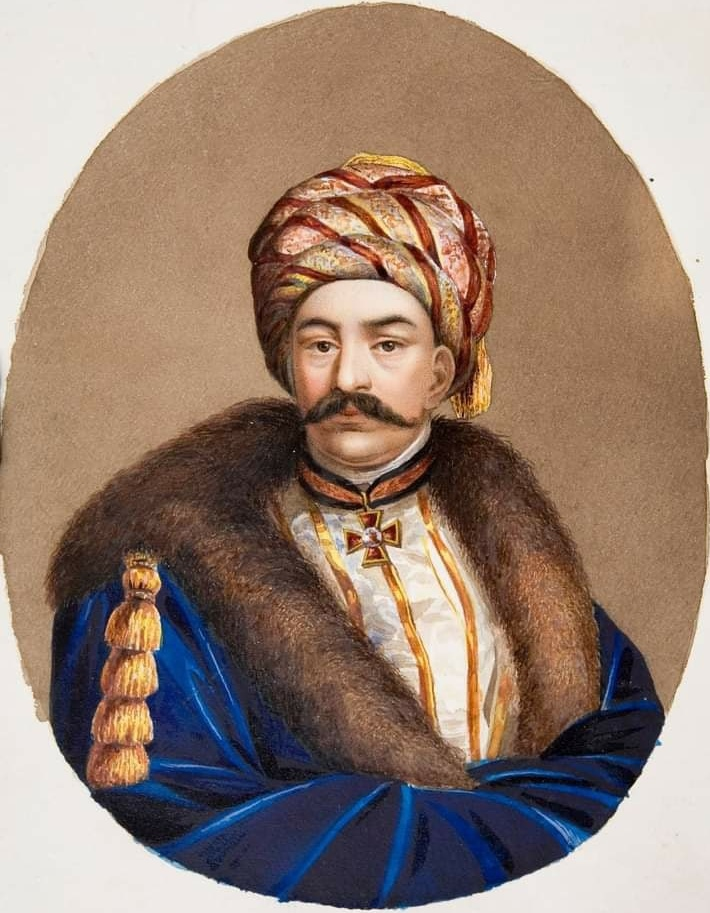
Портрет Манук-бея работы неизвестного художника, начало 19 в. (НГХМ)
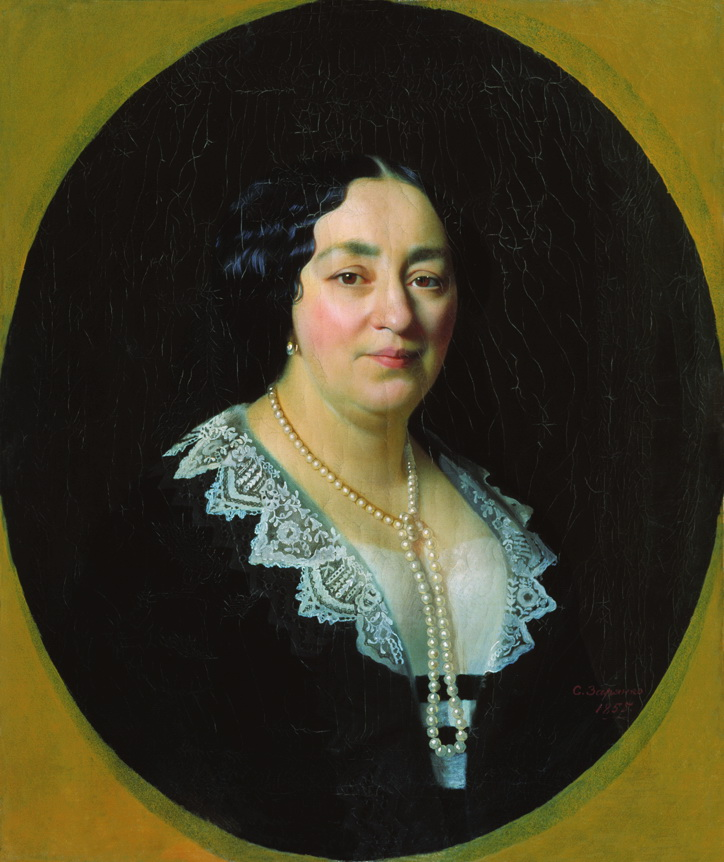
Портрет Екатерины Эммануиловны Лазаревой, ур. Манук-Бей, работы С. Зарянко, 1855 г.

## Недвижимость Манук-бея
В усадьбе Манук-бея в городе Хынчешты в 1970-х годах был открыт Музей истории и краеведения.

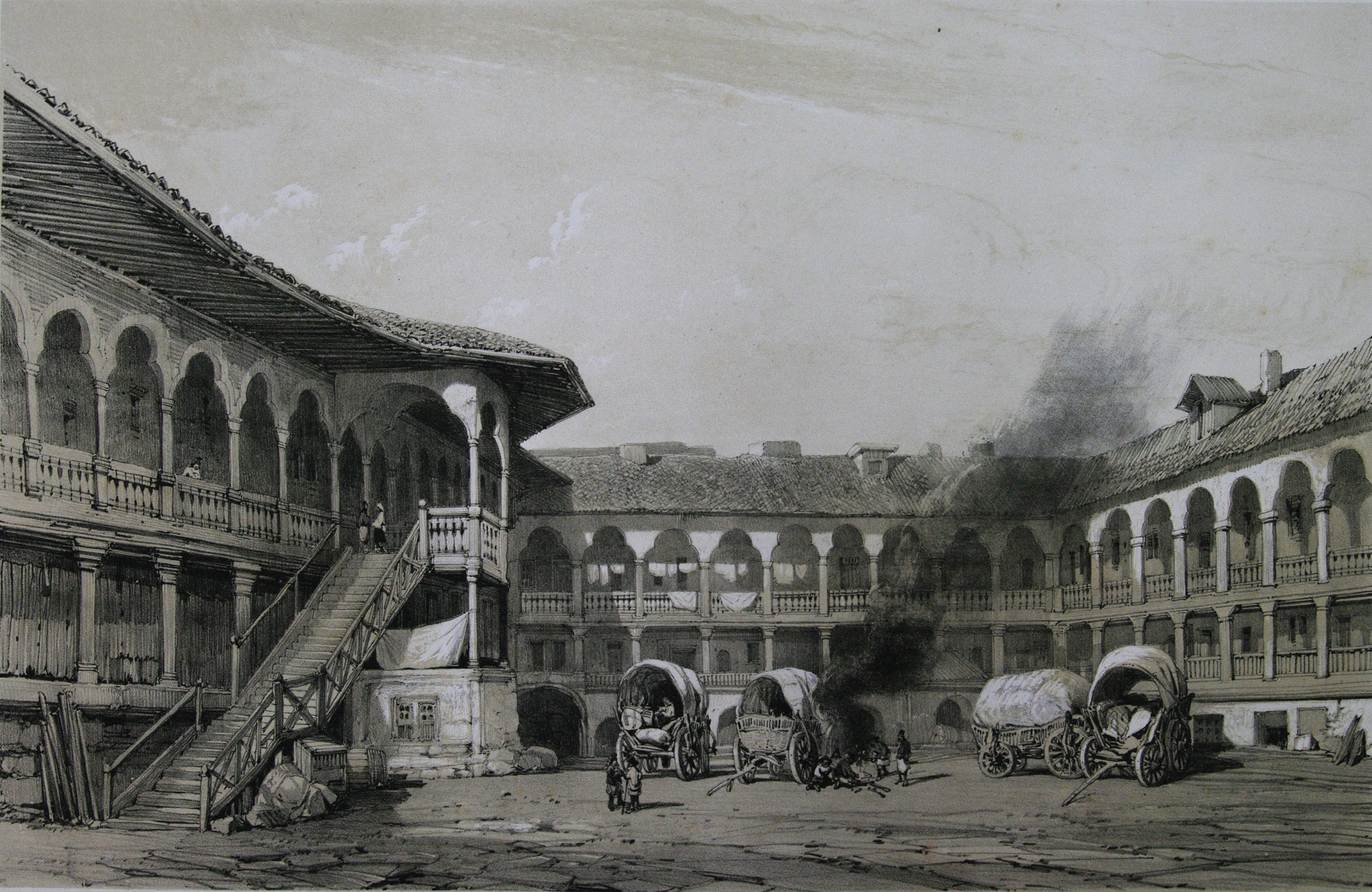
Двор гостиницы Манук-бея в Бухаресте в 1841 г.
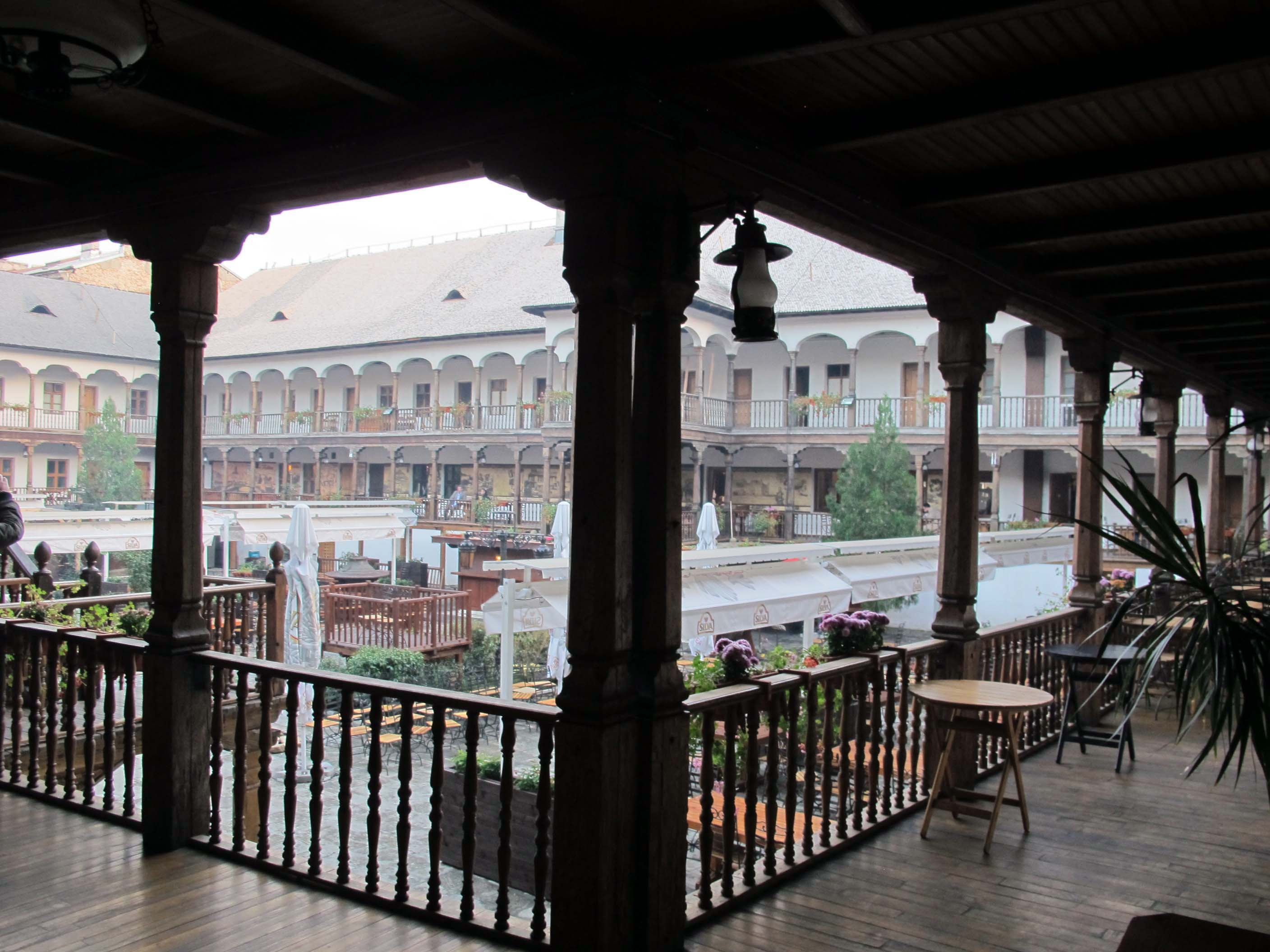
Двор гостиницы Манук-бея в Бухаресте в наше время.
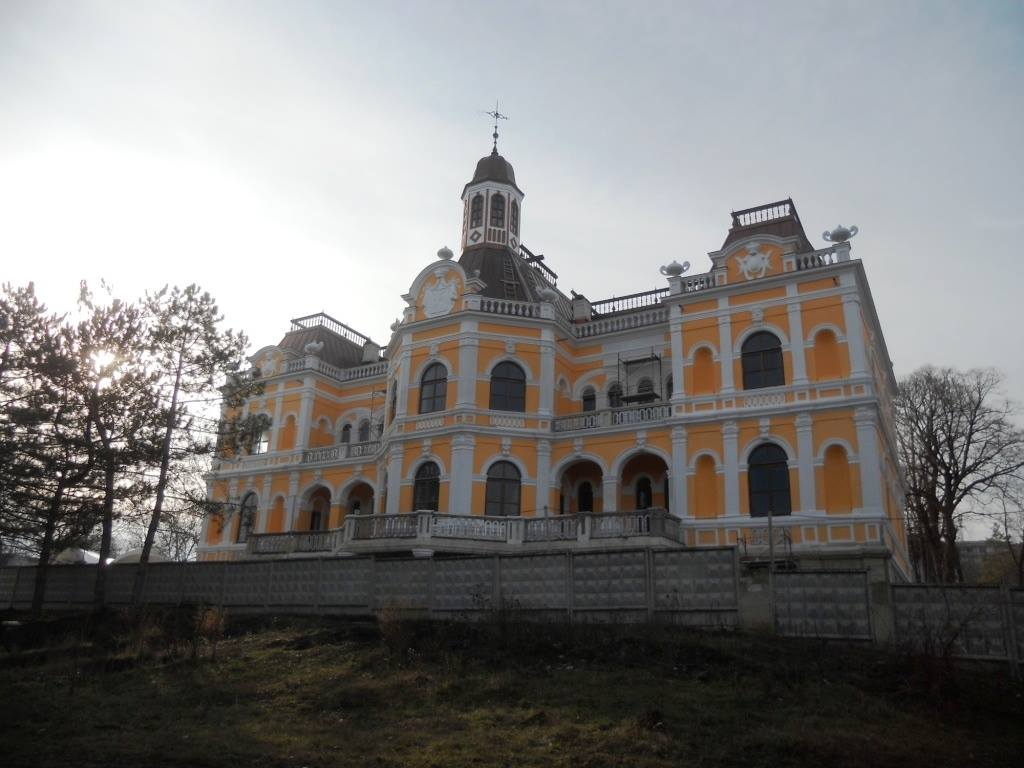
Дворец Манук-бея в Хынчешты, Молдавия.

## Легенда о сокровищах
В советское время в катакомбах между тремя церквями были похищены скульптуры, указывавшие направления по лабиринтам подземелий, где, по преданию, Манук-бей прятал свои богатства.